# Joanne van Lieshout
Joanne van Lieshout (Someren, 8 de noviembre de 2002) es una deportista neerlandesa que compite en judo.
Ganó dos medallas en el Campeonato Mundial de Judo, en los años 2023 y 2024, y dos medallas en el Campeonato Europeo de Judo, en los años 2024 y 2025. 

## Palmarés internacional
| Campeonato Mundial | Campeonato Mundial     | Campeonato Mundial | Campeonato Mundial |
| Año                | Lugar                  | Medalla            | Categoría          |
| ------------------ | ---------------------- | ------------------ | ------------------ |
| 2023               | Doha (Catar)           | Medalla de bronce  | –63 kg             |
| 2024               | Abu Dabi (EAU)         | Medalla de oro     | –63 kg             |
| Campeonato Europeo |                        |                    |                    |
| Año                | Lugar                  | Medalla            | Categoría          |
| 2024               | Zagreb (Croacia)       | Medalla de plata   | –63 kg             |
| 2025               | Podgorica (Montenegro) | Medalla de bronce  | –63 kg             |